# Pismenost
Pismenost je poznavanje pisma, umijeće čitanja i pisanja.
Oko 82% svjetske populacije je pismeno.
U Hrvatskoj pismeni čine 98,1% stanovništva (99,3% muških i 97,1% ženskih stanovnika), što je svrstava na 48. mjesto od 179 državama s izrađenom tom statistikom (ukupno je 196 država na svijetu). Najveća stopa pismenosti iznosi 100% u Gruziji. Najnepismeniji su stanovnici Burkine Faso, sa samo 23.6% pismenih ljudi.